# NGC 6178
NGC 6178 est un très jeune amas ouvert situé dans la constellation du Scorpion. Il a été découvert par l'astronome britannique John Herschel en 1834.
Selon la classification des amas ouverts de Robert Trumpler, cet amas renferme moins de 50 étoiles (lettre p) dont la concentration est forte (I) et dont les magnitudes se répartissent sur un grand intervalle (le chiffre 3). Toutefois, selon le catalogue Lynga, la concentration des étoiles est moyennement faible (III). De plus, Lynga indique que l'amas renferme 12 membres.

## Observation
Avec une magnitude visuelle de 7,2, on peut observer l'amas avec de petites jumelles.

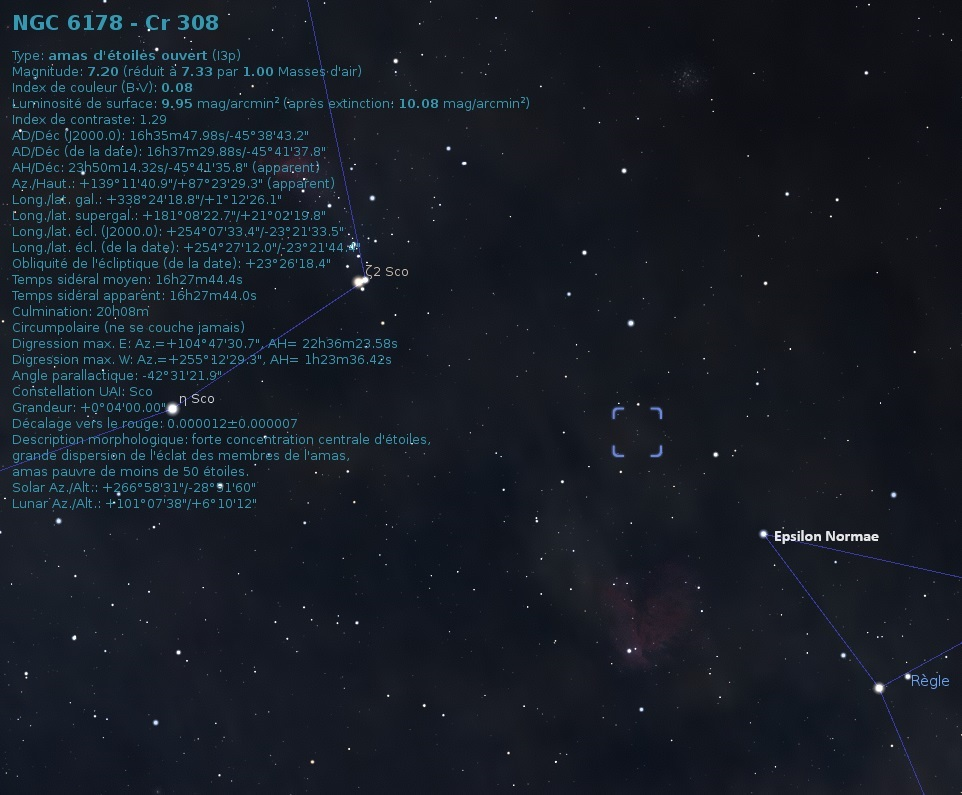
Localisation de NGC 6178 dans la constellation du Scorpion. (Stellarium)

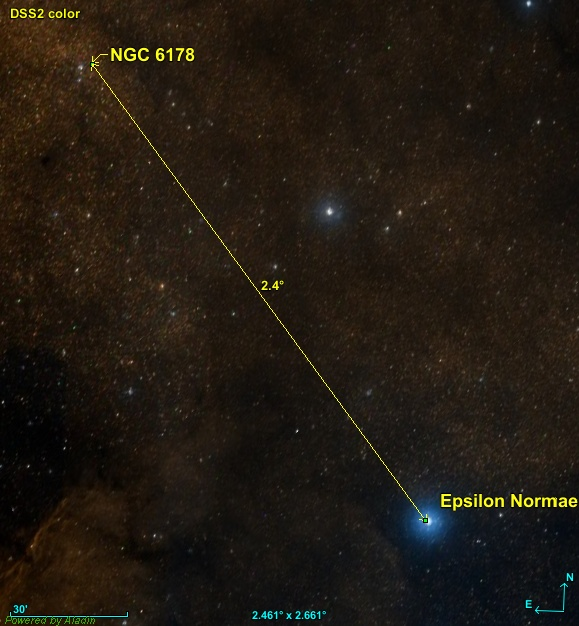
Position de NGC 6178 par rapport à une étoile.

NGC 6178 est situé dans la constellation du Scorpion près de la frontière de la constellation de la Règle à environ 2,4 degrés au nord-est de l'étoile Epsilon Normae.

## Caractéristiques
Certaines caractéristiques apparaissent sur la base de données Simbad, mais une publication très récente (2023) basée sur les mesures de la parallaxe par le satellite Gaia a permis une mise à jour importante des données. Les données du « GAIA EARLY DATA RELEASE 3 (GAIA EDR3) » ont également permis aux auteurs (Almeida, Monteiro et Dias) de cette publication d'estimer la masse de 773 amas ouverts, dont celle de NGC 6178 qui est de 122 ± 24 {\displaystyle M_{\odot }}.

### Distance, taille et vitesse
Selon Almeida et ses collègues, cet amas est à 849 ± 18 pc du système solaire.
La parallaxe moyenne des étoiles de l'amas a été obtenue des mesures effectuées par le satellite Gaia. Cinq valeurs différentes publiées dans de récents articles (2018 à 2021) sont indiquées sur la base de données Simbad : 1,111 ± 0,032 mas, 1,091 ± 0,102 mas, 1,099 ± 0,080 mas,, 1,099 ± 0,015 mas et 1,261 88 mas. La valeur moyenne de la parallaxe est égale à 1,132 4 ± 0,072 7 mas, ce qui correspond à une distance de 883 +61
−53. Cette distance est compatible quoiqu'un peu supérieure à celle proposée par Almeida et ses collègues.
Selon les sources, la taille apparente de l'amas est de 5′, ou de 6,9′(5,95 ± 0,95') ce qui, compte tenu de la distance de 849 ± 18 pc et grâce à un calcul simple, équivaut à une taille réelle de 4,8 ± 0,9 al.
Deux vitesses presque identiques sont indiquées sur la base de données Simbad: 3,50 ± 2,15 km/s et 3,5 ± 2,1 km/s.

### Métallicité
Simbad rapporte une seule valeur de la métallicité, soit 0,068. Selon Almeida et ses collègues, la métallicité de l'amas est égale à 0,026 ± 0,085. Selon cette valeur, le pourcentage d'éléments lourds (plus lourds que l'hydrogène et l'hélium) de cet amas serait compris entre 87% et 129% (100,026 ± 0,085) de celui du Soleil.

### Âge
Webda et Lynga indiquent un âge de 17,7 millions d'années (log10=7,248),, ce qui est un peu supérieur à l'âge de 13,3 millions d'années proposé par Almeida.

## Étoiles
On peut obtenir les données de certaines des étoiles situées dans le champ de vision de cet amas sur Simbad en utilisant la requête NGC 6178 Num, où Num est un nombre de 1 à 19. Le tableau ci-dessous indique les propriétés de ces étoiles. Les distances et les mouvements propres de dix étoiles sont semblables et elles font probablement partie de l'amas. Six étoiles dans le environs de l'amas n'appartiennent définitivement pas à celui-ci, leur distance étant trop petite ou trop grande. La distance de trois étoiles est inconnue et le mouvement propre de l'une d'entre elles l'exclut de l'amas.
La distance moyenne des dix étoiles appartenant sans doute à l'amas est de 902 ± 30 pc (∼2 940 al), ce qui est cohérent avec la distance proposé par Almeida et ses collègues, ainsi que celle obtenue de la valeur moyenne des parallaxes. Leurs mouvements propres moyen en ascension droite et en déclinaison sont respectivement égaux à 0,392 ± 0,113 mas et −3,357 ± 0,132 mas.
| Num # | Nom          | α                | δ                 | type    | P (mas)         | d (pc)    | μα* (mas/an) | μδ* (mas/an) | mV    | Rem |
| ----- | ------------ | ---------------- | ----------------- | ------- | --------------- | --------- | ------------ | ------------ | ----- | --- |
| #8    | CD-45 10767  | 16h 35m 44.9337s | -45° 38′ 45.6589″ |         | 4,8874 ± 0,0291 | 205 ± 1   | -20,139      | -38,812      | 9,8   | Nm  |
| #11   | NGC 6178 11  | 16h 35m 48.9758s | -45° 38′ 30.8525″ |         | 1,5032 ± 0,0251 | 665 ± 11  | -0,659       | -2,649       | 13,8  | Nm  |
| #5    | NGC 6178 5   | 16h 35m 48.2760s | -45° 38′ 07.3827″ |         | 1,1762 ± 0,0347 | 850 ± 25  | 0,367        | -3,354       | 10,93 |     |
| #4    | NGC 6178 4   | 16h 35m 43.5490s | -45° 37′ 35.9264″ |         | 1,1549 ± 0,0178 | 866 ± 13  | 0,402        | -3,522       | 12,99 |     |
| #2    | CD-45 10768B | 16h 35m 47.3385s | -45° 37′ 17.0888″ | B7V     | 1,1312 ± 0,0226 | 884 ± 18  | 0,282        | -3,385       | 10,58 |     |
| #9    | HD 149277    | 16h 35m 48.1576s | -45° 40′ 43.5371″ | B2IV/V  | 1,1183 ± 0,0344 | 894 ± 28  | 0,647        | -3,068       | 8,41  |     |
| #7    | HIP 81258    | 16h 35m 49.1021s | -45° 39′ 07.8006″ | B7V     | 1,1172 ± 0,0299 | 895 ± 24  | 0,380        | -3,462       | 11,3  |     |
| #12   | NGC 6178 12  | 16h 35m 50.2499s | -45° 38′ 26.6444″ |         | 1,1111 ± 0,0157 | 900 ± 13  | 0,219        | -3,497       | 12,84 |     |
| #6    | NGC 6178 6   | 16h 35m 51.0021s | -45° 37′ 53.3691″ | B8:V    | 1,089 ± 0,0217  | 918 ± 18  | 0,453        | -3,266       | 11,83 |     |
| #3    | CD-45 10766  | 16h 35m 44.9013s | -45° 37′ 41.9040″ | B5V     | 1,0762 ± 0,0223 | 929 ± 19  | 0,359        | -3,346       | 9,95  |     |
| #1    | HD 149257    | 16h 35m 45.4516s | -45° 37′ 16.4130″ | B1Ib    | 1,0696 ± 0,0345 | 935 ± 30  | 0,371        | -3,288       | 9,18  |     |
| #10   | NGC 6178 10  | 16h 35m 48.1206s | -45° 36′ 32.4984″ |         | 1,0584 ± 0,0202 | 945 ± 18  | 0,436        | -3,377       | 12,03 |     |
| #19   | NGC 6178 19  | 16h 35m 59.3938s | -45° 37′ 41.0590″ | B8:     | 0,6403 ± 0,0158 | 1562 ± 39 | 0,962        | -0,459       | 12,24 | Nm  |
| #17   | NGC 6178 17  | 16h 35m 43.4150s | -45° 39′ 06.6656″ |         | 0,6072 ± 0,0186 | 1647 ± 50 | -1,117       | -1,646       | 13,69 | Nm  |
| #13   | NGC 6178 13  | 16h 35m 52.0660s | -45° 38′ 37.8587″ |         | 0,5849 ± 0,0158 | 1710 ± 46 | 0,450        | -2,038       | 12,59 | Nm  |
| #15   | NGC 6178 15  | 16h 35m 45.4516s | -45° 37′ 16.4130″ |         | 0,4722 ± 0,0212 | 2118 ± 95 | -0,152       | -3,456       | 13,01 | Nm  |
| #14   | NGC 6178 14  | 16h 35m 52.5149s | -45° 38′ 23.5208″ |         | ?               | ?         | ?            | ?            | 14,16 | M?  |
| #16   | NGC 6178 16  | 16h 35m 41.06s   | -45° 37′ 22.4″    |         | ?               | ?         | ?            | ?            | 13,04 | M?  |
| #18   | NGC 6178 18  | 16h 35m 45.4516s | -45° 37′ 16.4130″ | B9Ib/II | ?               | ?         | 0,300        | -4,3         | 9,85  | Nm  |

- Nm = Non membre
- M? = Peut-être membre ou pas

Simbad montre aussi un bouton nommé Children. En cliquant sur ce bouton, on atteint une section de cette base de données qui renferme un tableau contenant 54 entrées pour NGC 6178. Cependant, des étoiles (les Children) peuvent apparaître plusieurs fois dans la deuxième colonne du tableau, d'où le nombre de liens bibliographiques qui est supérieure au nombre d'étoiles. La quatrième colonne de ce tableau indique la probabilité que l'étoile appartienne à l'amas. En cliquant sur le titre de cette colonne, on peut classer la probabilité par ordre croissant ou décroissant. En cliquant sur la désignation de l'étoile, on atteint la page de Simbad qui résume ses propriétés.